# Wormsi konkordátum

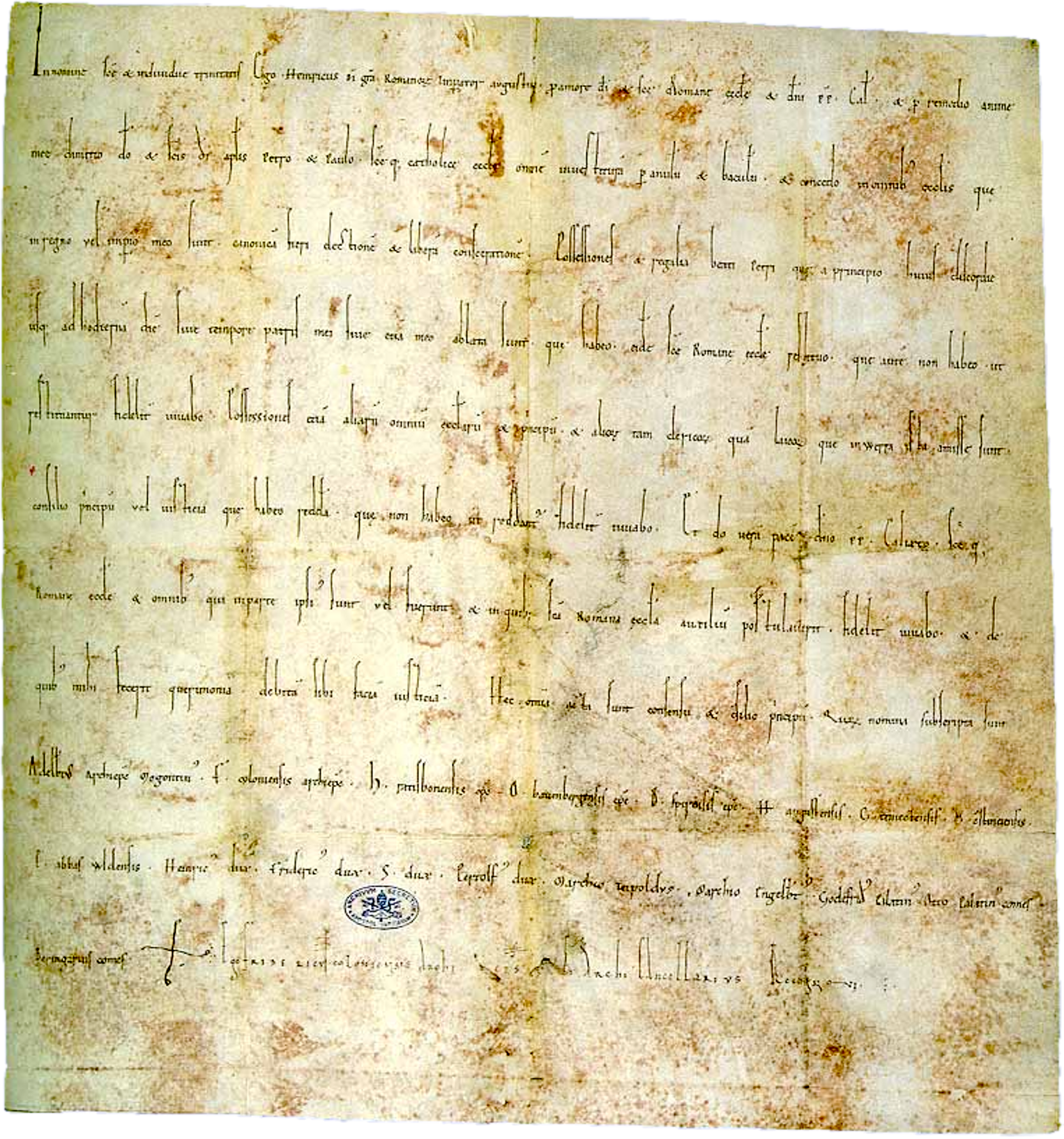
Heinricianum a wormsi konkordátum (vatikáni archívumból)

A wormsi konkordátum annak a megegyezésnek az elnevezése, melyet a pápaság és a császárság kötött 1122. szeptember 23-án a köztük folyó hatalmi harcok lezárására Worms városánál. Az invesztitúra joga ezután megoszlott a világi vezető császárság, és az egyház élén álló pápaság között.

## Előzmények
A pápaság és a császárság közötti elsőbbségért folytatott küzdelem a középkor első századaiig nyúlik vissza, amikor is a pápaság a hamisított Donatio Constantini oklevéllel bejelentette igényét, hogy a pápát ismerjék el a nyugati világ vezetőjének. Mivel világi hivatalnokság, bürokrácia nem létezett, ezért az egyháziak látták el az adminisztráció feladatait az európai államokban, cserében hivatali birtokokat kaptak. 
Az invesztitúra körüli harc lényege az volt, hogy a pápa iktathatja-e be a hivatali tisztségbe - és ezzel értelemszerűen a hivatali birtokba - az adott személyt a Német-római birodalom területén, vagy pedig a császár. Másképpen fogalmazva: melyiküknek van joghatósága, és tulajdonjoga az egyházi birtokok felett.
VII. Gergely pápaságával az egyház erélyesebben lépett fel az invesztitúra jogának gyakorlásáért. A pápaság első nagyobb sikerei akkor mutatkoztak, amikor III. Henrik német-római császár halála után a pápát a bíborosi testület választotta, nem pedig a császár - később a pápai és bíborosi választási jog kiküszöbölésére IV. Károly császár megalkotta a Német Aranybulla nevű dokumentumot..
Ezt a sikert a VII. Gergely által kiadott 1075-ös Dictatus papae kezdetű dekrétum biztosította. Ebben a dokumentumban Gergely egyértelműen megfogalmazta a pápaság hatalmi igényeit.
Változás csak az V. Henrik, valamint II. Kallixtusz pápa által kötött kiegyezéssel következett be. Az 1122. szeptember 23-án kötött megegyezés szerint az invesztitúra joga megoszlik a világi és egyházi hatalom között. A pápa iktatta be a jelölteket tisztségeikbe, azonban a császár adta át a világi hatalom jelképét, a jogart.
Az invesztitúraharcok azonban ezzel a megegyezéssel nem zárultak le. 

## A wormsi konkordátum tartalma
Az volt a lényege, hogy a pápa és a császár megosztották az invesztitúra jogát.
Az invesztitúrajog a pápát illeti meg, az egyházi földek feletti hűbérúri jog pedig a császárt.
A Német-Római Birodalomat V. Henrik, a pápaságot II. Kallixtusz képviselte.